# تشيتا سانت أنجلو
تشيتا سانت أنجلو (بالإيطالية: Città Sant'Angelo)‏ هي بلدية في مقاطعة بسكارا في إقليم أبروتسو الإيطالي.

## السكان
في سنة 1861 بلغ عدد السكان 6٬341 نسمة، وتطور العدد ليصل في سنة 2011 لـ 14٬379 نسمة.
يظهر هذا المخطط البياني تطور النمو السكاني لـ تشيتا سانت أنجلو